# Nigel Essenhigh
Sir Nigel Richard Essenhigh, GCB (* 8. November 1944 in Newcastle upon Tyne, Tyne and Wear) ist ein ehemaliger britischer Seeoffizier der Royal Navy, der zuletzt als Admiral zwischen 2001 und 2002 Erster Seelord (First Sea Lord) war.

## Leben

### Ausbildung und Verwendungen als Seeoffizier

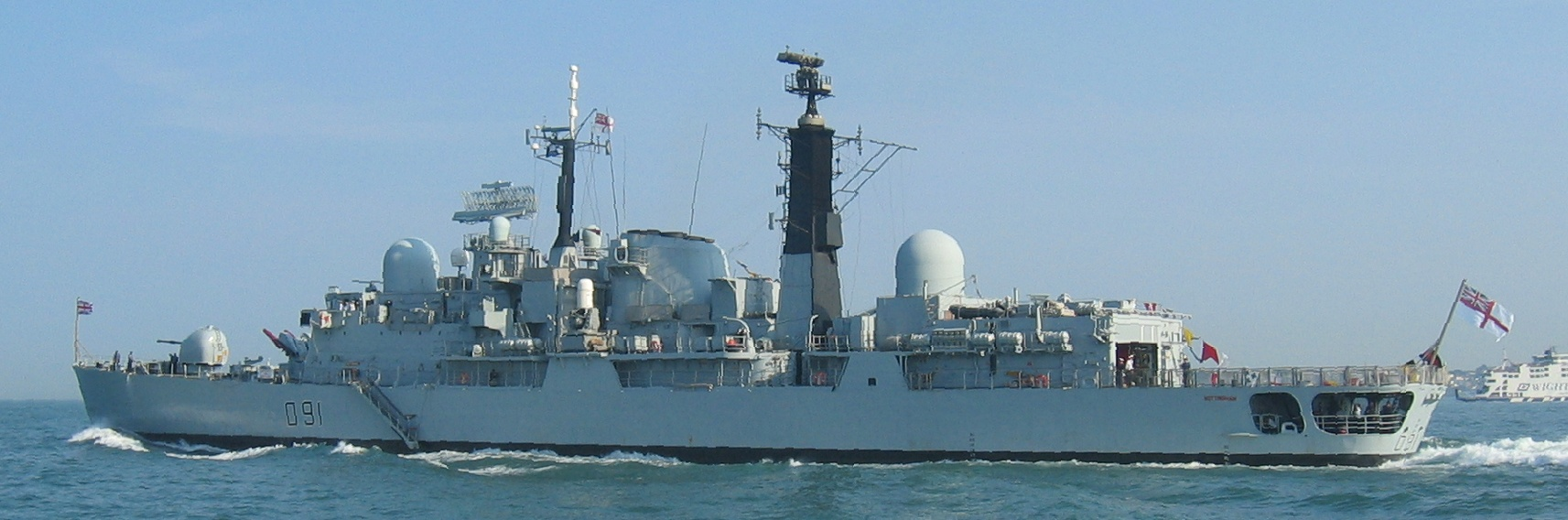
1982 übernahm Fregattenkapitän Essenhigh als Kommandant (Commanding Officer) des Zerstörers HMS Nottingham sein erstes eigenes Schiffskommando.

Nigel Richard Essenhigh begann nach dem Besuch der St Cuthbert’s High School 1963 eine Ausbildung zum Seeoffizier in der Royal Navy und wurde am 1. Januar 1965 zum Leutnant zur See (Sub-Lieutenant) sowie am 1. Mai 1967 zum Kapitänleutnant (Lieutenant) befördert. In der Folgezeit fand er verschiedene Verwendungen und war unter anderem Navigationsoffizier auf der Fregatte Juno sowie dem Zerstörer Antrim. Nach Abschluss des Flag Officer Sea Training (FOST) wurde er am 1. Mai 1975 zum Korvettenkapitän (Lieutenant Commander) befördert und daraufhin an Bord des Zerstörers Glasgow versetzt. Am 31. Dezember 1980 erfolgte seine Beförderung zum Fregattenkapitän (Commander), woraufhin er in die Abteilung für Marinepersonalausbildung im Verteidigungsministerium wechselte. 1982 übernahm er sein erstes eigenes Schiffskommando, und zwar als Kommandant (Commanding Officer) des Zerstörers Nottingham und wurde daraufhin zum Leichten Flugzeugträger Ark Royal versetzt.
Am 31. Dezember 1985 wurde Essenhigh zum Kapitän zur See (Captain) befördert und absolvierte daraufhin 1986 das Royal College of Defence Studies (RCDS). Nach dessen Beendigung wurde er 1987 stellvertretender Leiter des Referats für Waffen und Schiffe in der Abteilung Marineplanung des Verteidigungsministeriums und fungierte zwischen April 1989 und 1992 als Kommandeur des 5. Zerstörergeschwaders (5th Destroyer Squadron). Zugleich war er von April 1989 bis Juni 1991 auch Kommandant des Zerstörers Exeter, mit dem er zuletzt auch im Zweiten Golfkrieg eingesetzt war. Nach dem Besuch des Generalstabslehrgangs (Higher Command and Staff Course) am Staff College Camberley war er zwischen 1992 und 1994 Leiter des Referats Marineplanung und Marineressourcen im Verteidigungsministerium.

### Aufstieg zum Admiral und Erster Seelord
Nach seiner Beförderung zum Konteradmiral (Rear-Admiral) war Essenhigh von 1994 bis März 1996 als Hydrographer of the Navy Leiter des Hydrographischen Dienstes der Marine sowie im Anschluss von März 1996 bis September 1998 Assistierender Chef des Verteidigungsstabes für Programme (Assistant Chief of the Defence Staff, Programmes) und damit Nachfolger von Air Vice-Marshal Graeme Robertson. Er verblieb in dieser Verwendung bis September 1998 und wurde dann von Generalmajor John Kiszely abgelöst. Während dieser Verwendung erfolgte auch seine Beförderung zum Vizeadmiral (Vice-Admiral). Im September 1998 wurde er zum Admiral befördert und übernahm von Admiral Michael Boyce den Posten als Oberkommandierender der Flotte (Commander-in-Chief, The Fleet). Er bekleidete diese Funktion bis zu seiner Ablösung durch Admiral Alan West im November 2000 und war zugleich in Personalunion Oberkommandierender der NATO-Streitkräfte im Ostatlantik (NATO Commander-in-Chief Eastern Atlantic) sowie Befehlshaber der Alliierten Seestreitkräfte der Alliierten NATO-Streitkräfte in Nordwesteuropa COMNAVNORTHWEST (Commander Allied Naval Forces Northwestern Europe). Am 12. Juni 1999 wurde er zum Knight Commander des Order of the Bath (KCB) geschlagen und führt seither das Prädikat „Sir“.
Zuletzt wurde er im Januar 2001 Nachfolger von Admiral of the Fleet Michael Boyce als Erster Seelord (First Sea Lord) sowie zugleich als Chef des Marinestabes (Chief of the Naval Staff). Er war ferner Erster Aide-de-camp von Königin Elisabeth II. für die Marine. Er bekleidete diese Funktionen bis zu seiner abermaligen Ablösung durch Admiral Alan West im September 2002. Während dieser Zeit wurde er am 15. Juni 2002 zum Knight Grand Cross des Order of the Bath (GCB) erhoben. Mit Wirkung zum 3. Dezember 2002 schied er aus dem aktiven Militärdienst aus und trat in den Ruhestand. Am 27. Februar 2003 wurde er zum Deputy Lieutenant (DL) der Grafschaft Devon ernannt.